# Newton (condado de Manitowoc, Wisconsin)
Newton es un pueblo ubicado en el condado de Manitowoc en el estado estadounidense de Wisconsin. En el Censo de 2010 tenía una población de 2.264 habitantes y una densidad poblacional de 24,6 personas por km².

## Geografía
Newton se encuentra ubicado en las coordenadas 44°1′16″N 87°44′44″O / 44.02111, -87.74556. Según la Oficina del Censo de los Estados Unidos, Newton tiene una superficie total de 92.05 km², de la cual 88.14 km² corresponden a tierra firme y (4.25%) 3.91 km² es agua.

## Demografía
Según el censo de 2010, había 2.264 personas residiendo en Newton. La densidad de población era de 24,6 hab./km². De los 2.264 habitantes, Newton estaba compuesto por el 97.48% blancos, el 0% eran afroamericanos, el 0.13% eran amerindios, el 1.37% eran asiáticos, el 0% eran isleños del Pacífico, el 0.27% eran de otras razas y el 0.75% pertenecían a dos o más razas. Del total de la población el 1.15% eran hispanos o latinos de cualquier raza.